# Herman Uhlhorn
Herman Uhlhorn (Amsterdam, 31 augustus 1932 - 1996) was een Nederlands pianist.
Hij studeerde aan het Amsterdams Muzieklyceum bij Berkhout, Van den Boogert en Spaanderman. Ook studeerde hij in Parijs bij Hupka en Marguerite Long.
Uhlhorn was een frequent optredend pianist, die zowel in kamermuziekverband als solistisch werkzaam was. Vanaf 1961 werkte hij als docent aan de conservatoria van Utrecht en Arnhem. Markant waren zijn premières van werken van Lex van Delden, Hans Kox, Serocki, Straesser en Wijdeveld.
Uhlhorn was daarnaast jarenlang voorzitter van de European Piano Teachers Association (afdeling Nederland).